# Norchia

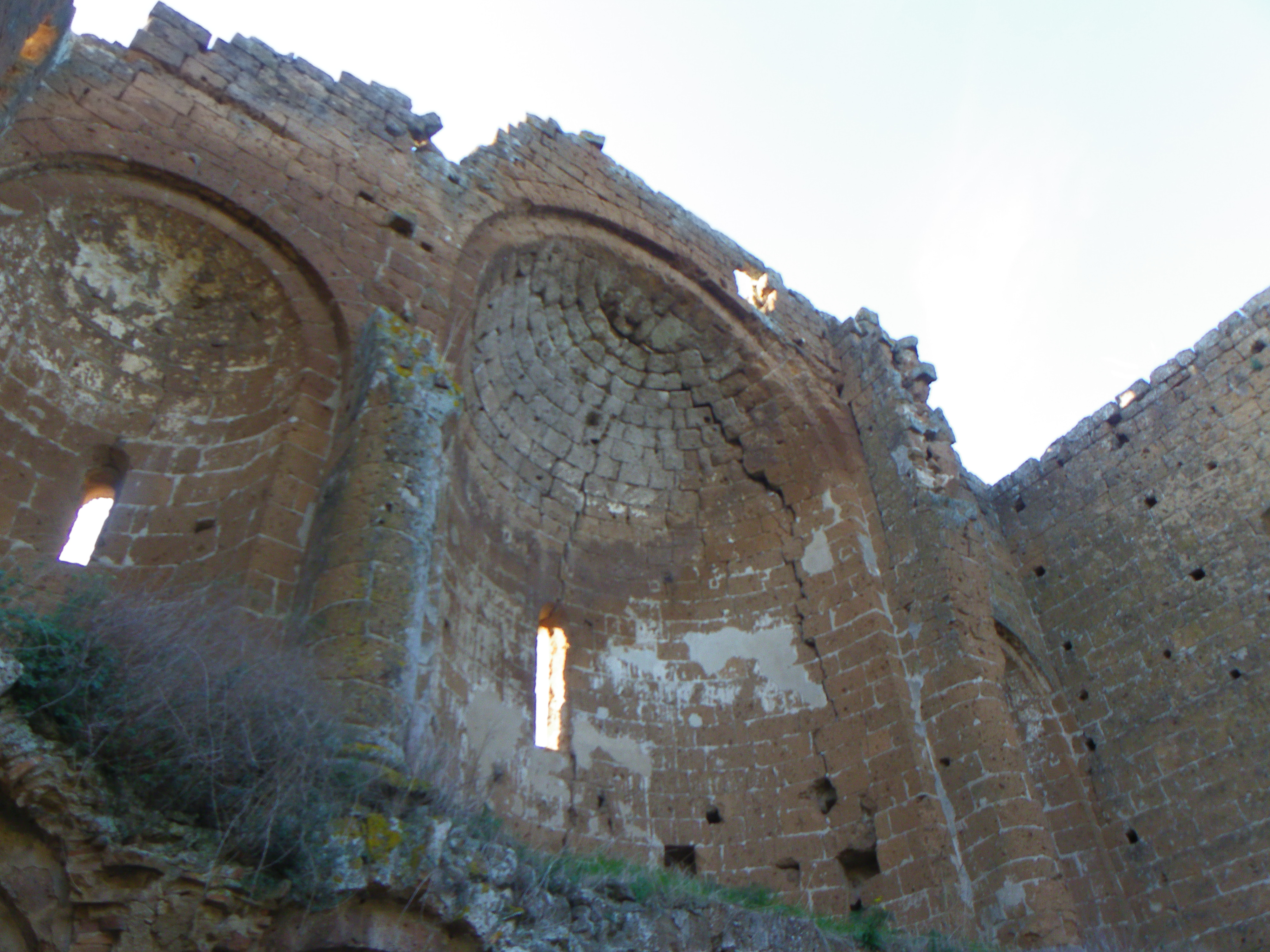
Últimas ruinas de la iglesia de San Pedro (necrópolis etrusca de Norchia)

Norchia es un lugar arqueológico etrusco en los alrededores de Vetralla, en Italia. Según algunos, podría tratarse de la antigua Orclae, cuyo nombre viene consignado en las fuentes medievales: el nombre etrusco y romano no ha sobrevivido. Colocada a lo largo de la vía Clodia, gravitaba en la órbita de la vecina y más potente Tarquinia. 
La zona ya estaba habitada en la Edad del Bronce, y con la llegada de los etruscos crecieron el núcleo de población y la necrópolis. El centro urbano alcanzó su ápice entre el siglo IV y el II  a. C., y surgía sobre un estrecho llano en la confluencia de los torrentes Pile y Acqualta en el Biedano donde hoy son visibles los sugestivos restos de la medieval «Pieve di San Pietro» y del castillo. La principal tipología de las tumbas es en forma de «dado» o «medio dado»: las tumbas por lo tanto están formadas por un gran bloque de toba escuadrado por la parte superior (el así llamado «dado»), al que se accedía a través de dos escaleras laterales excavadas en la roca, y de una zona porticada inferior con un tejadillo rodeado por algunas columnas o pilastras en toba; más abajo se encuentra la cámara sepulcral, a la que se accedía a través del dromos, o sea, un corredor con escalones. La arquitectura de estas tumbas rupestres es típica del siglo IV a. C.